# 扎霍尼
扎霍尼（匈牙利語：Záhony）是匈牙利的城鎮，位於該國東北部，毗鄰與烏克蘭城市喬普接壤的邊境，由索博爾奇-索特馬爾-貝拉格州負責管轄，面積6.87平方公里，2015年人口4,625，其中約一半居民信奉基督教。

## 友好城市
- 乌克兰喬普
- 斯洛伐克Čierna

48°25′N 22°11′E / 48.417°N 22.183°E
1. ↑  Gazetteer of Hungary, 1 January 2015. Hungarian Central Statistical Office.